# 库鲁姆钦斯基市镇
库鲁姆钦斯基市镇（俄语：Муниципальное образование «Курумчинский»）是俄罗斯联邦伊尔库茨克州巴彦代区所属的一个市镇。其下辖有个居民点，行政中心为扎加图伊。据2016年统计，该市镇的人口为1428人。